# Ceraphron stupendus
Ceraphron stupendus är en stekelart som beskrevs av Alekseev 1994. Ceraphron stupendus ingår i släktet Ceraphron och familjen pysslingsteklar. Inga underarter finns listade i Catalogue of Life.